# Rhythm and blues
Rhythm and blues (abrev. R&B sau RnB, pronunție: /ar εn bi/, scris și rhythm 'n' blues) este denumirea unui gen de muzică de consum derivat din muzica blues. A apărut în anii 1940 în Statele Unite ale Americii, captivând publicul prin caracterul puternic ritmat.

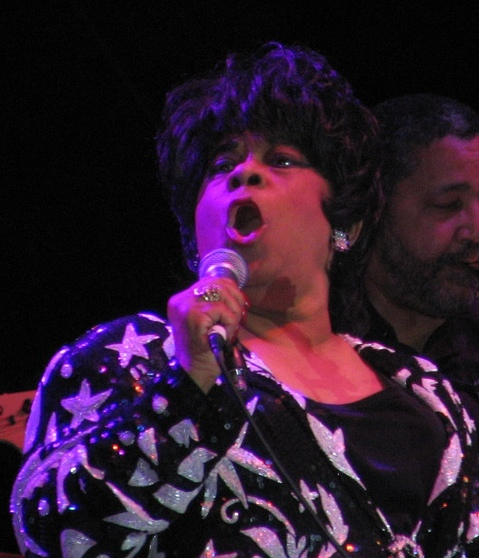
Ruth Brown era cunoscută drept "regina muzicii R&B"

În prezent, un stil numit în engleză contemporary R&B este dominat de muzicieni afroamericani precum Mary J. Blige,Usher.